# Lachau
Lachau é uma comuna francesa na região administrativa de Auvérnia-Ródano-Alpes, no departamento de Drôme. Estende-se por uma área de 25,78 km². Em 2010 a comuna tinha 240 habitantes (densidade: 9,3 hab./km²).